# Edward de Souza
Edward James de Souza (né le 4 septembre 1932) est un acteur britannique et diplômé de RADA, d'origine indienne portugaise et anglaise.

## Carrière
De 1961 à 1966, il a joué dans la sitcom Marriage Lines avec Richard Briers et Prunella Scales. De Souza a joué des rôles dans les films Hammer Le Fantôme de l'opéra et Le Baiser du vampire (tous deux en 1962). La même année, il est apparu dans "Six Hands Across the Table", un épisode de la série télévisée britannique The Avengers.
De Souza est apparu dans le rôle principal de l'intrigue de Doctor Who Mission to the Unknown (1965) - la seule histoire jamais diffusée dans la série à ne pas présenter le docteur à quelque titre que ce soit. En 1977, il a joué Sheik Hosein dans le film de James Bond The Spy Who Loved Me. Il était l'avocat Bonny Bernard dans la première série de Rumpole du Bailey (1978). Il a été L'homme en noir sur BBC Radio 4 entre 1988 et 1992. De Souza a joué le rôle d'Afonso dans One Foot in the Grave (1993).
Il a rejoint le casting du feuilleton britannique Coronation Street en tant que Colin Grimshaw, où il a fait sa première apparition le 12 décembre 2008. Son personnage est décédé en mai 2009. [réf. nécessaire]